# Marcos César Pontes
 Der er for få eller ingen kildehenvisninger i denne artikel, hvilket er et problem. Du kan hjælpe ved at angive troværdige kilder til de påstande, som fremføres i artiklen.

Marcos César Pontes (født 11. marts 1963 i Bauru, Brasilien) er hidtil den eneste brasilianske astronaut som har besøgt den internationale rumstation ISS. 
Den 30. marts 2006 rejste Marcos Pontes til Soyuz TMA-8 sammen med russeren Valery Tokarev og amerikaneren William McArthur. Den 8. april landede Soyuz TMA-7 planmæssigt i Kasakhstan.

## Links
- NASAs biografi af Marcos
- Marcos hjemmeside
- Artikel om da Brasilien og Rusland blev enige om at sende ham op